# Олеш, Рейнгольд
Рейнгольд Олеш (24 сентября 1910 в Заленже близ Катовице — 23 июня 1990,Кёльн) — языковед, славист, член Польской академии наук и ряда международных академий, почётный член Международного комитета славистов.

## Биография
После того, как отец Рейнгольда погиб на фронте Первой мировой войны, его семья решила переехать в деревню Гура-Свентей-Анны, где Рейнгольд научился говорить на силезском диалекте польского языка. Олеш учился в Нысе, а затем в гимназии святого Матфея во Вроцлаве, которая пользовалась хорошей репутацией. В начале 30-х гг. изучал славистику в Венском университете, где, в частности, посещал лекции Н. С. Трубецкого. Из Вены перевёлся в Карлов университет, а затем продолжил обучение в Берлинском университете, где изучал также историю и географию. В Берлине одним из экзаменаторов Олеша был Александр Брюкнер, а научным руководителем Рейнгольда стал Макс Фасмер.
Темой диссертации, называвшейся Zur schlesischen Sprachlandschaft. Ihr alter slawischer Anteil (К вопросу о силезском языковом ландшафте. Его старый славянский компонент) и защищённой в Берлинском университете, были славянские диалекты Силезии, которые Олеш считал своим родным языком. Они же оставались главной темой его исследований и в дальнейшем. В 1937 были опубликованы его работы: Die slawischen Dialekte Oberschlesiens (Славянские диалекты Верхней Силезии) и Beiträge zur oberschlesischen Dialektforschung — Die Mundart der Kobylorze (К вопросу об изучении верхнесилезского наречия — диалект Кобыложе). В 1938 издал тексты Serbokroatisch aus Herzegovina, а позднее Drei polnische Mundarten. Góralisch, Nordmasowisch, Kujawisch. Благодаря двум первым работам получил звание доцента и должность преподавателя в Грайфсвальдском университете. Работы о силезских диалектах получили очень лестные рецензии К. Нича, но немецкие студенты-нацисты сожгли их на берлинской мостовой, а их распространение было запрещено. В результате Олеш был уволен, и вернулся на должность только после личного вмешательства Фасмера.
После начала II мировой войны Олеша забрали в качестве рядового (хотя как доценту ему полагалось офицерское звание) в ряды Вермахта, где он исполнял обязанности конюха. На Украине Олеш изучал местные диалекты. После войны он продолжил научную карьеру в Германии, хотя по сообщению С. Урбанчика, Т. Лер-Сплавинский якобы предлагал Олешу кафедру в Кракове (по другой версии Олеш сам узнавал у М. Малецкого о возможности трудоустройства в Ягеллонском университете). Олеш преподавал славистику в Грайфсвальде (1945—1949) Лейпциге (1949—1953) и Кёльне. В 1975 вышел на пенсию.

## Вклад в науку и награды
Помимо прочего Олеш переиздал Библию Леополиты — первую польскую печатную библию, изданную в 1561 году, и старые кашубские печатные издания, а также монографию о русских сказках и работы о полабском языке. Олеш возвращался и к работе над верхнесилезскими диалектами. Создал изданный в 1958 году в Берлине, Der Wortschatz der polnischen Mundart von Sankt Annaberg (Словарь польского диалекта Гуры-Свентей-Анны). Вопреки взглядам Олеша, изложенным в его более ранних работах, издатель использовал в названии слово «польский», а не «славянский» (книга была издана в ГДР).
Основал серию Slavistischc Forschungen, много лет был одним из редакторов (и сооснователем) серии Mitteldeutsche Forschungen, журнала Zeitschrift für slavische Philologie, а также Die Welt der Slaven, Bausteine zur Geschichte der Literatur bei den Slaven, серии
Slavistische Studienbücher и Biblia Slavica.
В 1972 по случаю Конгресса славистов в Варшаве Рейнгольд Олеш стал доктором honoris causa Познанского университета, в 1988 университета в Софии, а в 1990 Опольского педагогического института.